# Szabolcsbáka
Szabolcsbáka là một thị trấn thuộc hạt Szabolcs-Szatmár-Bereg, Hungary. Thị trấn này có diện tích 19,84 km², dân số năm 2010 là 1174 người, mật độ 59 người/km².